# Just for fun
Just for Fun: The Story of an Accidental Revolutionary es una autobiografía en clave humorística de Linus Torvalds, creador de Linux. Esta coescrita por David Diamond. El libro explica la visión que Linus tiene de sí mismo, del movimiento del software libre y del desarrollo de Linux.

## Temática
El libro explica cómo un sistema informático creado por diversión ha llegado a difundirse y usarse mucho más de lo que se podía esperar inicialmente (actualmente se estima que lo usan más de 60 millones de personas y es el sistema más usado en servidores)

## Traducciones
El libro (que no es libre) ha sido traducido por su editorial (Harper Business) a varios idiomas, entre los que no se encuentra el español.

## Ediciones
- ISBN 0-06-662072-4: Papel, pasta dura (2001)
- ISBN 0-06-662073-2: Papel, portada blanda (2001)
- ISBN 0-694-52539-1: Audio Cassette (2001)
- ISBN 0-694-52544-8: Audio CD (2001)